# Neményi Péter
Neményi Péter (Berlin, 1927. április 14. – 2002. május 20.) amerikai matematikus, Neményi Pál fia, egyetemi tanár. Anyja Heller Aranka költőnő volt. Szülei 3 éves korában egy szocialista iskola gondozásába adták, melyet az Internationaler Sozialistischer Kampfbund (ISK) irányított. A második világháborút követően az Egyesült Államokba emigrált, ahol apjával élt együtt. Hamarosan besorozták, Trieszt közelében szolgált. Katonai szolgálatát követően PhD fokozatot szerzett a Princentoni Egyetemen. Matematikai statisztikával foglalkozott. 2002-ben hunyt el.

## Fordítás
- Ez a szócikk részben vagy egészben  a   Peter Nemenyi című angol Wikipédia-szócikk fordításán alapul.  Az eredeti cikk szerkesztőit annak laptörténete sorolja fel. Ez a jelzés csupán a megfogalmazás eredetét és a szerzői jogokat jelzi, nem szolgál a cikkben szereplő információk forrásmegjelöléseként.